# Dyschoriste tubicalyx
Dyschoriste tubicalyx är en akantusväxtart som beskrevs av C. B. Cl.. Dyschoriste tubicalyx ingår i släktet Dyschoriste och familjen akantusväxter. Inga underarter finns listade i Catalogue of Life.